# The Night Of
The Night Of és una sèrie de televisió estatunidenca de només vuit episodis escrita per Richard Price i Steven Zaillan i basada en la primera temporada de la sèrie britànica de 2008 "Criminal Justice" (escrita per Peter Moffat). La sèrie es va estrenar per televisió el 10 de juliol al canal HBO, però a partir del 24 juny estava disponible a través dels serveis a la carta del portal web d'HBO.

## Argument
Nasir "Naz" Khan és un estudiant estatunidenc d'origen pakistanès que viu al districte de Queens, Nova York. Una nit agafa sense permís el taxi del seu pare per anar a una festa, durant la nit es troba portant una noia cap a casa seva. Però el que comença com una nit fantàstica es converteix en un malson quan es desperta al costat d'aquesta noia brutalment apunyalada. No recorda res del que ha passat, marxa ràpidament de l'apartament, però al cap de poques hores és detingut i se li assigna l'advocat d'ofici John Stone (John Turturro). La història ens explica la investigació policial, els procediments legals, el sistema de justícia penal i l'ambient a la presó de Rikers Island, on els acusats esperen ser cridats a judici.

## Repartiment

### Principal
- John Turturro com a John Stone, l'advocat que representa a Nasir Khan.[2]
- Riz Ahmed com a Nasir "Naz" Khan, un estudiant universitari d'origen paquistanès acusat de l'assassinat d'una noia.[5]
- Michael K. Williams com a Freddy Knight, un influent pres de Rikers Island[2]
- Bill Camp com a Dennis Box, el detectiu encarregat del cas del Nasir.[2]
- Jeannie Berlin com a Helen Weiss, la fiscal del districte en el cas del Nasir.[2]
- Payman Maadi com a Salim Khan, el pare del Nasir[2]
- Poorna Jagannathan com a Safar Khan, la mare del Nasir[2]
- Glenne Headly com a Alison Crowe, advocada que també representa el Nasir[2]
- Amara Karan com a Chandra Kapoor, empleada d'origen indi de l'Alison[2]
- Ashley "Bashy" Thomas com a Calvin Hart, presoner a Rikers Island.
- Paul Sparks com a Don Taylor, padrastre de la noia assassinada.
- Sofia Black-D'Elia com a Andrea Cornish, la noia assassinada[6]
- Paulo Costanzo com a Ray Halle, assessor financer de l'Andrea i la seva mare.
- Glenn Fleshler com a judge Roth.
- Mohammad Bakri com a Tariq, soci del pare del Nazir en el taxi.
- Nabil Elouahabi com a Yusuf, soci del pare del Nazir en el taxi.

## Episodis
| Núm. d'història | Episodi | Títol                     | Direcció        | Guió                            | Data d'estrena als EUA                              |  |
| --------------- | ------- | ------------------------- | --------------- | ------------------------------- | --------------------------------------------------- |  |
| 1               | 1       | "The Beach"               | Steven Zaillian | Richard Price                   | 24 de juny (portal web), 10 de juliol de 2016 (HBO) |  |
|                 |         |                           |                 |                                 |                                                     |  |
| 2               | 2       | "Subtle Beast"            | Steven Zaillian | Richard Price                   | 17 de juliol de 2016                                |  |
|                 |         |                           |                 |                                 |                                                     |  |
| 3               | 3       | "A Dark Crate"            | Steven Zaillian | Richard Price                   | 24 de juliol de 2016                                |  |
|                 |         |                           |                 |                                 |                                                     |  |
| 4               | 4       | "The Art of War"          | James Marsh     | Richard Price                   | 31 de juliol de 2016                                |  |
|                 |         |                           |                 |                                 |                                                     |  |
| 5               | 5       | "The Season of the Witch" | Steven Zaillian | Richard Price i Steven Zaillian | 7 d'agost de 2016                                   |  |
|                 |         |                           |                 |                                 |                                                     |  |
| 6               | 6       | "Samson and Delilah"      | Steven Zaillian | Richard Price i Steven Zaillian | 14 d'agost de 2016                                  |  |
|                 |         |                           |                 |                                 |                                                     |  |
| 7               | 7       | "Ordinary Death"          | Steven Zaillian | Richard Price & Steven Zaillian | 21 d'agost de 2016                                  |  |
|                 |         |                           |                 |                                 |                                                     |  |
| 8               | 8       | "The Call of the Wild"    | Steven Zaillian | Richard Price i Steven Zaillian | 28 d'agost de 2016                                  |  |
|                 |         |                           |                 |                                 |                                                     |  |

## Producció
El projecte de la sèrie fou anunciat per primer cop el 2012 amb el títol "Criminal Justice" i amb l'actor James Gandolfini en el paper de l'advocat John Stone. Al maig del 2013 es va confirmar que el canal HBO i BBC Worldwide produirien la sèrie, la qual constaria de set episodis, no obstant James Gandolfini va morí el juliol del mateix any just abans de començar el rodatge, anunciant-se un parell de mesos després que Robert De Niro ocuparia el seu lloc i que Gandolfini es mantindria com a productor executiu a títol pòstum. El 2014, De Niro es va retirar del projecte a causa de problemes d'agenda i fou substituït per John Turturro. A finals del mateix any quatre actors més es varen afegir al projecte, Michael K. Williams, Amara Karan, Jeannie Berlin i Glenne Headly. Per a preparar el seu personatge, John Turturro va assistir a diversos procediments davant de tribunals així com a xerrades amb advocats.
La sèrie es va filmar íntegrament a la ciutat de Nova York, tant les escenes interiors com les exteriors, durant un període de 150 dies. Començant a principis del 2015 als districtes de Manhattan i Brooklyn. L'estètica urbana de la sèrie té una forta influència del cinema novayorquí dels anys 1970, així, tant el director Steven Zaillian com el guionista Richard Price varen confessar la seva preferència per aquest cinema fent referència a films com Serpico, The Panic in Needle Park, Midnight Cowboy o els primers treballs de Martin Scorsese.

## Premis i nominacions
| Any  | Premi                                       | Categoria                                                          | Nominació                                                                             | Resultat  | Ref    |
| ---- | ------------------------------------------- | ------------------------------------------------------------------ | ------------------------------------------------------------------------------------- | --------- | ------ |
| 2016 | Premis American Society of Cinematographers | Millor fotografia de film, minisèrie o episodi pilot per televisió | Igor Martinovic (per l'episodi "Subtle Beast")                                        | Guanyador | [ 13 ] |
| 2016 | Premis de l'American Film Institute         | Top 10 Television Programs                                         | "The Night Of"                                                                        | Guanyador | [ 14 ] |
| 2016 | Premis del Sindicat de Directors d'Amèrica  | Outstanding Directing – Miniseries or TV Film                      | Steven Zaillian (per l'episodi "The Beach")                                           | Guanyador | [ 15 ] |
| 2017 | Premis Emmy                                 | Millor minisèrie                                                   | The Night Of                                                                          | Nominat   | [ 16 ] |
| 2017 | Premis Emmy                                 | Millor actor de minisèrie o film                                   | Riz Ahmed                                                                             | Guanyador | [ 16 ] |
| 2017 | Premis Emmy                                 | Millor edició d'imatge de minisèrie o film                         | Jay Cassidy i Nick Houy (per l'episodi "The Beach")                                   | Guanyador | [ 16 ] |
| 2017 | Premis Emmy                                 | Millor edició de so de minisèrie o film                            | Equip de so (per l'episodi "The Beach")                                               | Guanyador | [ 16 ] |
| 2017 | Premis Emmy                                 | Millor mescla de so de minisèrie o film                            | Michael Barry, Nicholas Renbeck, Felix Andrew, Larry Hoff (per l'episodi "The Beach") | Guanyador | [ 16 ] |